# Manuel Graf
Manuel Graf (* 1978 in Bühl) ist ein deutscher bildender Künstler.

## Leben
Graf studierte von 1999 bis 2005 an der Kunstakademie Düsseldorf in der Klasse für Bildhauerei bei Magdalena Jetelová und Rita McBride. Im Jahr 2005 verließ er die Akademie mit einem Akademiebrief, erhält seit 2003 zahlreiche Stipendien und Preise, stellt national wie auch international in diversen Gruppen- und Einzelausstellungen aus und wird seit 2006 von VAN HORN Düsseldorf vertreten. Einige seiner künstlerischen Arbeiten sind in öffentlichen Sammlungen in Deutschland vertreten.

## Werk
Seine Arbeiten drücken sich meist im Medium des Films aus mit "verspielte[n] visuelle[n] Geschichten, in denen sich Theorie und eine zuweilen etwas antiquierte Bildsprache charmant mischen." Seine raumgreifenden Installationen arbeiten mit den Bereichen Architektur, Film, Musik und Kunstgeschichte. Typische Merkmale seiner Arbeiten sind die optische Nähe zum Stillleben unter Absenz von Menschen. Seine Arbeiten durchdringen dabei die Widersprüche von technisch aufwendigen Animationen aus Musik oder Film und handwerklich-modellierten Modellen.

## Stipendien und Preise
- 2003: Studienstiftung des Deutschen Volkes
- 2004: Reisestipendium, Kunstakademie Düsseldorf
- 2006: Arbeitsstipendium, Kunststiftung NRW
- 2007: Förderpreis des Landes Nordrhein-Westfalen für junge Künstlerinnen und Künstler
- 2008: Arbeitsstipendium, Kunststiftung NRW
- 2008: Residency, MuseumsQuartier, Wien
- 2008/2009: ars viva Preisträger  (mit Keren Cytter, Simon Dybbroe Møller und Tris Vonna-Mitchell)
- 2009: Stipendium der Kunststiftung Baden-Württemberg
- 2009: Grafikpreis des Landes Nordrhein-Westfalen
- 2009/2010: Artist in Residence, Kunststiftung NRW, Istanbul
- 2010: Artist in Residence, Cité Internationale des Arts Paris
- 2010: Audi Art Award
- 2013: Stipendium des Internationalen Künstlerhauses Villa Concordia, Bamberg
- 2014: Nam June Paik Award (Förderpreis)

## Öffentliche Sammlungen
- Museum Abteiberg, Mönchengladbach
- Museum Kunstpalast, Düsseldorf
- Julia Stoschek Collection, Düsseldorf
- Hypo Vereinsbank - Member of UniCredit, München
- Sammlung Rheingold, Düsseldorf
- LWL-Museum für Kunst und Kultur, Münster
- Skulpturenmuseum Glaskasten, Marl
- Kunstsammlung des Landes Nordrhein-Westfalen, Kornelimünster
- Sammlung Philara, Düsseldorf

## Ausstellungen (Auswahl)
2020
- Reale Fiktionen & ebensolche Simulationen. Manuel Graf & Co* / Matthias Wollgast, Museum Morsbroich, Leverkusen

2019
- Godbox, Kunstverein Hannover

2018
- Mixed-Use, Leopold-Hösch-Museum, Düren

2017
- "Jaguars and Electric Eels", JSC Julia Stoschek Collection, Berlin, DE

2016
- "Nam June Paik Award Winner 2014", Museum Folkwang, Essen, DE

2015 
- "Twodo Serie Doppelgaenger", Modell Kunstverein NAK - Neuer Aachener Kunstverein, Aachen

2013
- "Commercials, Mosques & Ceramics", Kunsthaus Baselland, Basel, CH

2012
- "Transfer NRW-Korea", Museum of Art, Seoul, Korea
- "Ils sont fous ces Romains!", Kunstverein Hamburg
- "Eine andere Geschichte der Madame Dogdo", VAN HORN, Düsseldorf
- Museum Glaskasten, Marl

2011
- "Mediterraneo", VAN HORN, Düsseldorf
- Gaudel de Stampa, Paris (mit Mme Dogdo)
- "Videoart at Midnight", Babylon, Berlin
- "dschami (Freitagsmoschee)", Café Baltic Bar, Vitrine Gleis 1/2, S-Bahnhof Hamburg Altona, kuratiert von Annette Hans, Präsentation für die folgende Einzelausstellung im Kunstverein Hamburg

2010
- Etablissement d'en Face, Brüssel, Belgien
- "Buchtipp", Julia Stoschek Collection im Rahmen der Performance-Reihe No.3, Düsseldorf
- Haus der Kunststiftung, Stuttgart (mit Martina Sauter)
- "Buchtipp 2", Johann König, Berlin

2009
- "Buchtipp", VAN HORN, Düsseldorf

2008
- "Que-ce que c'est, la maturité", Johann König, Berlin

2007 
- "Er liebte die Falter, die Blumen und Kinder", Kunstverein Göttingen, kuratiert von Bernd Milla
- "New Tribune", Kollaboration mit Rita McBride, General Public, Berlin

2006
- "Über die aus der Zukunft fliessende Zeit" und "Woher kommt die Kunst? Oder: Die Blüte des Menschen", MuseumX/Museum Abteiberg Project Space, Mönchengladbach
- "Über die aus der Zukunft fliessende Zeit", VAN HORN, Düsseldorf
- "Screening IV, Manuel Graf", Julia Stoschek Collection, Düsseldorf

2005
- "Ping Pong", Johann König, Berlin